# KBO 리그 경기 출장 관련 기록 - 투수
KBO 리그의 투수 최다 경기 출장 기록은 한화 이글스의 정우람이 보유하고 있다. 2004년 SK 와이번스(현 SSG 랜더스) 선수로 프로 무대를 밟은 그는 SK 와이번스와 한화 이글스를 거치며 KBO 리그 투수 최초로 1000경기 출장을 기록했다.
미국 메이저 리그에서는 제시 오로스코(미네소타)의 1252경기가 이 부문 최고 기록이고, 일본의 최고 기록은 요네다 데쓰야의 949경기이다.

## 통산 기록

#### 최다 출장 기록 추이
| 기록    | 선수                                                                                        | 소속 | 날짜            | 구장 | 상대 팀 | 경기 결과            | 달성 당시 나이  | 달성 당시 시즌 수 | 주석 및 기타                                                                              |
| 1경기   | 이길환                                                                                      | MBC  | 1982. 3. 27     | 서울 | MBC     | 7 - 11               | 1시즌           |                   | 한국 프로 야구 첫경기 선발 등판                                                           |
| 2경기   | 황규봉                                                                                      | 삼성 | 1982. 3. 28     | 대구 | 삼미    | 5 - 3                | 1시즌           |                   | 1패(선발 등판 6회 교체)                                                                   |
| 200경기 | 권영호                                                                                      | 삼성 | 1987. 06. 30    | 대구 | OB      | 4 - 7 승             |                 |                   | 선발 등판. 승                                                                             |
| 288경기 | 권영호                                                                                      | 삼성 | 1989 (은퇴)     |      |         |                      |                 |                   |                                                                                           |
| 289경기 | 장호연                                                                                      | OB   | 1992 (시즌종료) |      |         |                      |                 |                   | 김용수 287, 정삼흠 280                                                                    |
| 300경기 | 김용수                                                                                      | LG   | 1993. 05. 26    | 잠실 | OB      | 2 - 3 패             |                 | 9시즌             | 9회말 등판                                                                                |
| 400경기 | 김용수                                                                                      | LG   | 1995. 06. 25    | 잠실 | 쌍방울  | 6 - 7 승 (연장 10회) |                 | 11시즌            | 8회초 1사 1,3루 구원 등판, 2와 2/3 이닝 2피안타 무실점 구원승. 70승 53패 169세이브        |
| 500경기 | 김용수                                                                                      | LG   | 1997. 09. 11    | 잠실 | 해태    | 1 - 2 승             | 37세 4개월 9일  | 13시즌            | 7과 1/3이닝 6안타 1실점 선발승                                                            |
| 500경기 | 최연소 500경기 출장: SK 정우람- 27세 6일 (2012년 6월 7일, 잠실 두산 전). 역대 22번째 기록임 |      |                 |      |         |                      |                 |                   |                                                                                           |
| 600경기 | 김용수                                                                                      | LG   | 2000. 07. 15    | 잠실 | 한화    |                      | 40세 개월 13일  | 16시즌            | [ 8 ]                                                                                     |
| 613경기 | 김용수                                                                                      | LG   |                 |      |         |                      |                 | 16시즌            |                                                                                           |
| 614경기 | 조웅천                                                                                      | SK   | 2005. 06. 24    | 문학 | 삼성    | 7 - 5 패             |                 | 16시즌            | 9회 2사 1,3루 구원 등판 3실점 패전 54승 45패 78세이브                                     |
| 700경기 | 조웅천                                                                                      | SK   | 2007. 04. 19    | 문학 | 기아    | 1- 2 승 (연장 12회)  | 36세 1개월 2일  | 18시즌            | 9회 무사 등판. 2와 1/3이닝 2안타 무실점                                                   |
| 800경기 | 조웅천                                                                                      | SK   | 2008. 08. 27    | 문학 | 두산    | 12 - 3 패            | 37세 5개월 10일 | 19시즌            | 9회초 무사 등판, 1이닝 2안타 1실점 9회말 수비 위치 변경으로 타석에 올라 스퀴즈 번트 성공. |
| 813경기 | 조웅천                                                                                      | SK   | 2009. 06. 25    | 광주 | KIA     | 5 - 6 패             |                 | 20시즌            |                                                                                           |
| 814경기 | 류택현                                                                                      | LG   | 2012. 04. 13    | 잠실 | KIA     | 8 - 6 패             |                 | 19시즌            | 9회초 무사 5-5 상황에서 등판. 1이닝 무안타 무실점                                         |
| 900경기 | 류택현                                                                                      | LG   | 2014. 03. 29    | 잠실 | 두산    | 4 - 5 패             |                 | 21시즌            | 4회말 1사 2,3루 상황에서 등판 실점 없이 마침. 1이닝 1홈런 1실점                           |
| 901경기 | 류택현                                                                                      | LG   | 2014. 04. 03    | 잠실 | SK      | 5 - 9 패             |                 | 21시즌            |                                                                                           |

### 통산 최다 선발 등판

#### 한 게임 최다 선수 출장
| 기록 | 팀               | 날짜         | 구장 | 경기 결과 | 주석 및 기타 |
| 38명 | 삼미 / OB 베어스 | 1982. 04. 25 | 춘천 | 12 - 11   | [ 9 ]        |

## 기타 기록

### 최고령 출장 기록 추이
| # | 나이           | 선수   | 소속 | 날짜         | 상대팀 | 구장 | 주석 및 기타    |
| 1 | 41세 2개월 8일 | 김정수 | SK   | 2003. 10. 02 | KIA    | 문학 | [ 10 ]          |
| 1 | 43세 7개월 7일 | 송진우 | 한화 | 2009. 09. 23 | LG     | 대전 | 송진우 은퇴경기 |

## 같이 보기
- 한국 프로 야구 경기 출장 관련 기록 - 타자